# Ana Díez Díaz
Ana Díez Díaz (Tudela, Navarra, 22 de febrer de 1957) és una directora i guionista de cinema espanyola.

## Biografia
És llicenciada en Medicina. Es va traslladar a Mèxic per fer el doctorat, però és allí on decideix dedicar-se al cinema. Fa direcció cinematogràfica al Centre de Capacitació Cinematogràfica i fa els seus primers treballs.Allí va rodar el documental Elvira Luz Cruz: máxima pena, que va rebre diferents guardons.
De retorn a Espanya, es va introduir en el mundillo del cinema fent tot tipus de labors. Va ser auxiliar de direcció en els tres migmetratges de la productora Irati, va treballar en labors de repartiment en 27 horas, A los cuatro vientos i Santa Cruz, el cura guerrillero.
El 1988, Ángel Amigo li confia la direcció del seu primer llargmetratge, Ander eta Yul, basat en un guió premiat en un concurs institucional. Va rebre el Goya al millor realitzador novell. Anys després va marxar a Colòmbia per a rodar Todo está oscuro, una altra història sobre els efectes de la violència amb Silvia Munt com a protagonista. De 2000 va ser el documental La mafia en La Habana. En acabar 2001 presentà el seu treball, Algunas chicas doblan las piernas cuando hablan.
Professora de Guió cinematogràfic en la carrera de Comunicació Audiovisual en la Universitat Carles III de Madrid i sòcia cofundadora de CIM (Associació de dones cineastes i de mitjans audiovisuals) al costat d'altres cineastes com Inés París, Chus Gutiérrez, Icíar Bollaín o Isabel Coixet.

## Premis
- Goya a la millor directora novell per Ander eta Yul (1989)

## Filmografia
- Paisito (2008)
- ¡Hay motivo!, diversos directors (2004)
- Galíndez, Doc. (2003)
- Algunas chicas doblan las piernas cuando hablan (2001)
- La mafia en La Habana (2000) (basada en El Imperio de La Habana d'Enrique Cirules, Premi Casa de las Américas, 1993)
- Todo está oscuro (1997)
- Ander eta Yul (1989)